# Chiesa dei Santi Jacopo e Verano alla Costa d'acqua
L'eremo o romitorio di Costa d'Acqua è uno dei più antichi eremi dei Monti Pisani ed è situato nei pressi di Calci.
L'eremo fu prima dei Camaldolesi, poi degli Agostiniani di Pisa. L'eremo inizialmente intitolato ai santi Jacopo e Verano (o Veriaco), fu dedicato nel 1212 anche a Bernardo di Chiaravalle.
Il 20 agosto di ogni anno il Prevosto di Calci vi celebra la messa dedicata a san Bernardo.

## Posizione geografica
L'eremo si trova sui Monti Pisani a circa 300m sul livello del mare, in una valle ricca di numerose sorgenti, e per questo nota come Costa d'Acqua.
L'eremo si trova in un castagneto.

## Architettura
L'eremo dei Santi Jacopo e Verano è di piccole dimensioni, in stile romanico pisano, presenta una sola navata, non ha abside. È privo di torre campanaria, ma ha campanile a vela.
Sulla facciata sono visibili i resti di alcune mensole che sorreggevano il portico antistante. L'architrave del portale di ingresso è appoggiato a due mensole scolpite. La Chiesa è costruita in conci di verrucano squadrati e lavorati a punta. L'architettura di questo eremo è tipica degli edifici del tempo. L'eremo di Mirteto presenta forti analogie sia nella fattura che nell'iconografia.

## Storia
Le origini della piccola chiesa, dedicata a Bernardo di Chiaravalle, sono antichissime ma non storicamente documentate, per cui è difficile dare una datazione precisa.
Si ritiene che la costruzione della chiesa risalga ad epoca precedente il Mille. L'eremo dei Santi Japoco e Verano è considerato uno dei più antichi dei Monti Pisani, insieme all'Eremo di Santa Maria ad Martyres.
Alcuni studiosi hanno invece sostenuto la sua fondazione ad opera di Sant'Antonio, prete ed eremita lucchese, primo martire nell'area del Monte Pisano.

### Ampliamento dell'eremo
Nel 1211 frate Bernardo avviò l'ampliamento e la ristrutturazione dell'eremo, grazie alla generosità dei figli di Spinello e di Bonagiunta. Oltre alla costruzione di due cenobi, quello di Caprile di Sopra e quello di Caprile di Sotto, egli fece costruire una chiesa sul colle detto Costa Feminicola, oggi noto come Sant'Antonio. La chiesa inizialmente dedicata ai Santi Jacopo e Verano (oggi tale chiesa è intitolata a Sant'Antonio abate). A seguito di questo ampliamento, la chiesa più antica fu dedicata a Bernardo di Chiaravalle.
La vicinanza della nuova chiesa all'abitato di Calci fece nascere discordie con il pievano Bene di Calci e con il cappellano Argomento di Sant'Andrea a Lama. Il pievano e il cappellano volevano la nuova chiesa sottomessa alla Pieve, mentre frate Bernardo sosteneva che gli eremiti non erano sottoposti alla loro giurisdizione.
L'Arcivescovo nominò una commissione da lui presieduta e della quale facevano parte anche Luca, abate di San Paolo a Ripa d'Arno, della Congregazione Vallombrosana e Jacopo, abate di San Michele degli Scalzi, della congregazione dei monaci benedettini di Santa Maria da Pulsano.
Nel 1212 la commissione stabilì che la nuova chiesa era proprietà dei romiti ma:
- la campana doveva essere collocata sotto il tetto,
- le cerimonie religiose dovevano essere officiate da un cappellano scelto dagli eremiti ma legato al Pievano da un vincolo di obbedienza
- gli abitanti delle parrocchie vicine avrebbero potuto partecipare alla Messa ed avrebbero potuto essere comunicati solo previo permesso scritto del Pievano o dei rispettivi cappellani.

Al termine dei lavori di ristrutturazione, frate Bernardo chiese ed ottenne da papa Innocenzo III l'annessione della sua comunità al monastero di San Michele in Borgo, accettando definitivamente la regola benedettina.  Frate Bernardo rimase Priore fino al 1252.

### Trasformazione del romitaggio
All'inizio del Duecento le comunità eremitiche stavano attraversando una grave crisi, e la comunità dell'eremo di Costa d'Acqua non fece eccezione.
Si ebbe così un processo di trasformazione del romitaggio, favorito a quell'epoca dallo stesso Papato, che tendeva ad una evoluzione della vita eremitica improntata non più al severo isolamento dell'asceta bensì sull'organizzazione a carattere comunitario. Nel 1243 papa Innocenzo IV invitò gli eremiti toscani a riunirsi per costituire un unico ordine religioso, noto come Eremiti dell'Ordine di Sant'Agostino.

### Olivetani
Nel 1287 l'eremo passa agli Agostiniani del Romitorio di Agnano. Con un atto del 6 giugno, stipulato nel portico della chiesa di San Bernardo alla presenza di alcuni frati della Congregazione dei Camaldolesi, frate Salvi del Romitorio di Agnano costituisce Procuratori Generali dell'eremo fra'Giovanni di Cipriano, fra' Tommeo e fra' Michele. La nomina di tre procuratori era dovuta al fatto che ormai anche i cenobi di Caprile di Sopra e Caprile di Sotto avevano assunto un ruolo rilevante.
Gli Olivetani tennero l'eremo di Costa d'Acqua sino alla fine del XVIII secolo, epoca in cui i suoi beni, chiese comprese, passarono alla proprietà privata.

### Sconsacrazione e restauro
Nel 1819 l'arcivescovo di Pisa Ranieri Alliata constatato il degrado dell'eremo, lo priva della prerogativa di essere luogo di culto. La chiesa apparteneva alla famiglia Giusti di Pisa.
Successivamente, dopo essere passata in proprietà alla famiglia Buonafalce, fu restaurata e riaperta al culto il 20 agosto 1880, festività di san Bernardo.
Oggi l'eremo di Costa d'Acqua è proprietà della famiglia Benedetti ed è condotto da una cooperativa agrituristica.
La chiesa di Sant'Antonio da Padova, in Costa Feminicola, venne trovata “in ottimo grado” dall'arcivescovo Alliata e, dopo essere passata dalle proprietà Caprili, Barbieri Pandolfini e Buonafalce, attualmente fa parte dell'azienda agricola Dott. Sbrana.

### Monumento nazionale
Nel 1969 la Soprintendenza ai beni culturali di Pisa avviò un sostanziale restauro dopo che la chiesa era stata dichiarata monumento nazionale.

## Persone legate all'eremo
La fama degli eremiti del Monte Pisano era largamente diffusa nell'antichità e molti sono i pellegrini famosi che sono rimasti per periodi più o meno lunghi presso queste comunità.
- Si tramanda che Sant'Agostino abbia soggiornato presso questo eremo e presso quello di Rupecava per un lungo periodo, ed ammirato per lo spirito di queste comunità, le abbia prese come riferimento nello scrivere la regola per gli eremiti del suo ordine.
- Secondo la tradizione Bernardo di Chiaravalle sembra abbia visitato i romitori del suo ordine nel 1135 quando partecipò al sinodo convocato da papa Innocenzo II a Pisa. Qui Bernardo avrebbe composto la preghiera del Salve Regina, dove alcuni ritengono di poter trovare nelle parole del suo testo, in questa valle di lacrime, un esplicito riferimento alla valle calcesana e al Romitorio di Costa d'Acqua di Calci.
- Un documento del 1601 riporta che nella prima metà del 1100, San Guglielmo di Malavalle giunse all'eremo dopo aver vissuto presso l'Eremo di Santa Maria ad Martyres. San Guglielmo il quale dimorò per diversi anni in una spelonca che si era costruito sul Monte Pruno, in penitenza e santità suscitando nei suoi compagni e discepoli grande ammirazione e devozione.
- Nella seconda metà del XIII secolo il prestigio dell'eremo era grande e negli Annali Camaldolesi vengono ricordati alcuni santi monaci che vi dimorarono. Tra gli altri il Beato Ilarione da Cisanello, il Beato Giovanni Della Pace e il Beato Benvenuto che vi spirò nel 1276.